# Olympische Winterspiele 1972/Teilnehmer (Australien)
| Gelbes Symbol für Goldmedaillen mit stilisierten Olympischen Ringen | Graues Symbol für Silbermedaillen mit stilisierten Olympischen Ringen | Braundes Symbol für Bronzemedaillen mit stilisierten Olympischen Ringen |
| ------------------------------------------------------------------- | --------------------------------------------------------------------- | ----------------------------------------------------------------------- |
| —                                                                   | —                                                                     | —                                                                       |

Australien nahm an den Olympischen Winterspielen 1972 im japanischen Sapporo mit zwei alpinen Schifahrern und zwei Eisschnellläufern teil.

## Teilnehmer

### Ski Alpin
- Steven Clifford
Riesenslalom: 36. Platz – 3:34,25 min
Abfahrt: 44. Platz – 2:02,90 min
Slalom: DNF

- Malcolm Milne
Abfahrt: 23. Platz – 1:55,48 min
Slalom: 24. Platz – 2:05,72 min
Riesenslalom: DNF

### Eisschnelllauf
- Jim Lynch
500 m: 35. Platz – 43,51 s
1500 m: 39. Platz – 2:26,69 min

- Colin Coates
500 m: 36. Platz – 44,74 s
1500 m: 24. Platz – 2:12,14 min
5000 m: 23. Platz – 8:09,35 min
10.000 m: 18. Platz – 16:29,94 min